# Хусь
Хусь — річка в Україні, в межах Роменського району Сумської області. Права притока Сули (басейн Дніпра).

## Опис
Довжина річки 15 км, похил річки — 2,8 м/км, площа басейну 94,4 км². Долина коритоподібна, вузька, порізана балками. Заплава двобічна, у пригирловій частині місцями заболочена. Річище слабозвивисте, у верхній течії пересихає. Споруджено кілька ставків.

## Розташування
Хусь бере початок на північний захід від села Польового. Тече спершу на південний схід, у середній та нижній течії — на південь. Впадає до Сули на схід від села Костянтинова.
Над річкою розташовані села: Польове, Хоружівка, Кулішівка.

## Цікаві факти
- На березі річки в XIX ст. було знайдено залишки мамонта. Донині зберігся Пам'ятник мамонтові, зведений на честь тієї події.